# Convent de les Carmelites Descalces (Reus)
El Convent de les Carmelites Descalces de Reus era un edifici, avui desaparegut, que ocupava una part del que ara és la plaça de Prim i el solar de les cases que es van edificar a la banda nord de la plaça, Cal Beringola, l'edifici del Teatre Fortuny i cal Leopoldo Suqué.

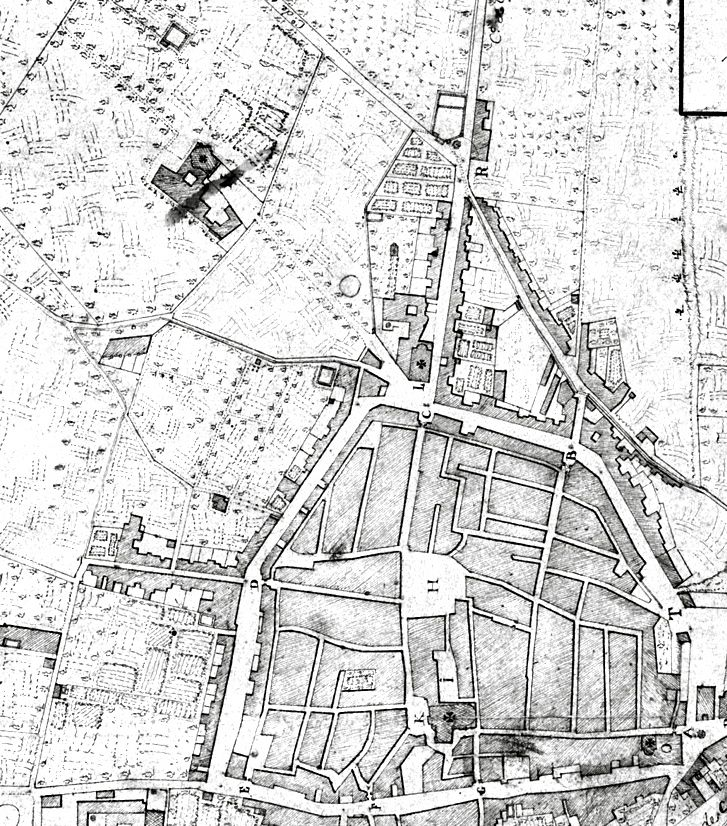
Part del plànol de Reus dibuixat per l'enginyer Miguel Moreno de Barcelona el 1750. Es pot veure el tomb de ravals i a dalt, el convent, marcat amb la lletra L i els horts. El carrer que surt dret amunt és el carrer de Llovera, i a l'esquerra es veu el convent de sant Joan, després hospital

## Història
L'historiador reusenc Andreu de Bofarull diu que Rafael Ripollès, un comerciant de la Selva del Camp, va voler fundar un convent de monges carmelites descalces a la seva vila, sota la invocació de la puríssima Concepció, però els superiors carmelites, amb l'aprovació de l'arquebisbe de Tarragona, van decidir que s'instal·lés a Reus. Eufemià Fort i Cogul confirma això i diu: "Aquest convent s'establí a la veïna ciutat de Reus [el 1660], precisament on ara hi ha la famosa Plaça de Prim".
El 1658 el consell municipal va atendre la demanda de construcció d'un convent de monges carmelites, tot i que proposava que s'utilitzés per a aquesta funció l'ermita de Sant Roc o del Roser. L'arquebisbe de Tarragona, Francisco de Rojas Artés que llavors vivia a Reus perquè el Palau arquebisbal estava en molt mal estat, es va entrevistar amb el consell. Van acordar que les monges comprarien un solar fora de les muralles de la ciutat davant del portal de Monterols, i que elles pagarien la construcció del convent, i adquirien el compromís d'admetre dues novícies de la vila per cada novícia forastera que entrés al convent si portaven una dot de 600 lliures catalanes. El solar comprat deixava un ample espai davant de la porta de la muralla i limitava a un costat amb el camí de Sant Joan (ara carrer de sant Joan), que portava a l'hospital, i per l'altra amb el carrer de Pedró (actualment carrer de Llovera). La façana donava a la plaça, i la banda de darrere arribava fins a l'actual carrer de Boule, on les monges hi tenien els horts. L'historiador de l'art J.M. Muñoz Jiménez atribueix la traça del convent a fra Josep de la Concepció. El 8 de setembre de 1660 van començar les obres del convent i de l'església. Segons Josep Olesti, els mestres d'obres eren Pau Magaroles i Joan Pujol. La construcció va avançar molt lentament, i Gaspar Huguet, però sobretot la seva viuda Maria Salas, van deixar importants llegats testamentaris per a la continuació del projecte, que va agafar un nou impuls el 1720. El convent es va acabar el 1724, quan el matrimoni format per Carlos del Castillo, capità de dragons i una tieta de Maria Salas, Mariana Salas, van aportar els diners necessaris. L'edifici, segons Andreu de Bofarull, era «mezquino», com els altres de l'orde, amb una església petita però ben decorada i que tenia una cúpula i un creuer. El 1777, l'alcalde Francesc Ferran va instal·lar diverses fonts públiques a la ciutat i una a la plaça de les Monges, al costat del convent, des d'on, per un tub subterrani, la congregació s'abastia d'aigua gratuïtament. El 1786 el convent tenia 20 religioses i una novícia. El 1835, quan la crema de convents de Reus, les monges van ser exclaustrades pacíficament, i l'edifici va ser ocupat per la milícia que el va convertir en quarter fins al 1845, quan la comunitat hi va tornar amb autorització de l'alcalde Francesc de Toda, tot i que el 1843 el govern havia cedit l'edifici al municipi. El 1855 hi va haver un requeriment municipal perquè les monges marxessin, però no ho van fer fins al 1868, quan la Junta Revolucionària en va ordenar la clausura i seguidament, el 1869, l'enderrocament, per tal de pal·liar l'atur obrer i mostrar la seva cara més radical i revolucionària. El juliol de 1869 l'ajuntament va demanar a l'estat la propietat del solar, però el novembre de 1870 el cap econòmic de la província el va requisar. L'ajuntament el va tornar a reclamar el 1871. El març de 1875, restaurada ja la monarquia borbònica, la superiora de les monges va demanar a l'estat el retorn del solar i insistia en la petició d'una indemnització pels prejudicis de l'enderroc. L'abril de 1876 una Reial Ordre, que en revocava una d'anterior, cedia el solar al municipi perquè hi bastís diversos edificis de serveis públics, bàsicament els jutjats i una llotja. El novembre de 1877 el govern va ratificar la cessió a la ciutat, però poc després el ministeri d'Hisenda rectificava els acords anteriors i va reconèixer a les monges els seus drets a la propietat del solar, amb la condició que destinessin els diners obtinguts amb la venda a la construcció d'un nou convent. El 1879 les monges van vendre tota la part del solar que no s'havia convertit en plaça, uns 5.675 metres quadrats, a una societat encapçalada per Antoni Pascual, l'alcalde en aquell moment, impulsor de la urbanització de la zona i un dels promotors del Teatre Fortuny. Als antics terrenys del convent, a més del nou Teatre, s'hi va aixecar la casa Beringola i la casa Suqué.
La portalada de pedra de carreus de l'església és l'única resta arquitectònica que queda del convent, utilitzada com a porta d'entrada al jardí de davant del Dispensari antituberculós al carrer de sant Joan, que la Junta Revolucionària va fer desmuntar i va guardar. A la filada superior de carreus d'aquesta porta hi ha unes lletres que diuen: "Gaspar Huguet cum coniuge sua M. A. Sales. 1693".